# Gyeplabda az 1948. évi nyári olimpiai játékokon
Az 1948. évi nyári olimpiai játékokon a gyeplabdatornát július 31. és augusztus 12. között rendezték. A tornán 13 válogatott szerepelt.

## Éremtáblázat
(A rendező ország csapata eltérő háttérszínnel, az egyes számoszlopok legmagasabb értéke, vagy értékei vastagítással kiemelve.)
| Az 1948. évi nyári olimpiai játékok éremtáblázata gyeplabdában | Az 1948. évi nyári olimpiai játékok éremtáblázata gyeplabdában | Az 1948. évi nyári olimpiai játékok éremtáblázata gyeplabdában | Az 1948. évi nyári olimpiai játékok éremtáblázata gyeplabdában | Az 1948. évi nyári olimpiai játékok éremtáblázata gyeplabdában | Olimpia  |
| -------------------------------------------------------------- | -------------------------------------------------------------- | -------------------------------------------------------------- | -------------------------------------------------------------- | -------------------------------------------------------------- | -------- |
|                                                                | Ország                                                         | Arany                                                          | Ezüst                                                          | Bronz                                                          | Összesen |
| 1.                                                             | India (IND)                                                    | 1                                                              | 0                                                              | 0                                                              | 1        |
|                                                                |                                                                |                                                                |                                                                |                                                                |          |
| 2.                                                             | Nagy-Britannia (GBR)                                           | 0                                                              | 1                                                              | 0                                                              | 1        |
|                                                                |                                                                |                                                                |                                                                |                                                                |          |
| 3.                                                             | Hollandia (NED)                                                | 0                                                              | 0                                                              | 1                                                              | 1        |
|                                                                |                                                                |                                                                |                                                                |                                                                |          |
| Összesen                                                       | Összesen                                                       | 1                                                              | 1                                                              | 1                                                              | 3        |

## Érmesek
| Az 1948. évi nyári olimpiai játékok érmesei férfi gyeplabdában | Az 1948. évi nyári olimpiai játékok érmesei férfi gyeplabdában | Az 1948. évi nyári olimpiai játékok érmesei férfi gyeplabdában                                                                                             | Az 1948. évi nyári olimpiai játékok érmesei férfi gyeplabdában |
| Arany | Ezüst | Bronz |                                                                |
| India (IND) | Nagy-Britannia (GBR) | Hollandia (NED) |                                                                |
| --- | --- | --- | -------------------------------------------------------------- |
| Leslie Claudius Keshav Dutt Walter D'Souza Lawrie Fernandes Ranganáthan Frenszisz Gerry Glacken Akhtar Hussain Patrick Jansen Amir Kumar Kishan Lal Leo Pinto Jaswant Singh Rajput Latif-ur Rehman Reginald Rodrigues Balbir Szingh Randhir Szingh Dzsentl Grahanándan Szingh K. D. Singh Trilochan Singh Maxie Vaz | Robert Adlard Norman Borrett David Brodie Ronald Davis William Griffiths Frederick Lindsay William Lindsay John Peake Frank Reynolds George Sime Michael Walford William White | André Boerstra Henk Bouwman Piet Bromberg Harry Derckx Han Drijver Dick Esser Roepie Kruize Jenne Langhout Dick Loggere Ton Richter Eddy Tiel Wim van Heel |                                                                |

## Csoportkör
| Színmagyarázat        |
| --------------------- |
| Az elődöntőbe jutott. |
| Kiestek a tornáról.   |

### A csoport
| Csapat              | M | Gy | D | V | G+ | G– | Gk  | P |
| ------------------- | - | -- | - | - | -- | -- | --- | - |
| India (IND)         | 3 | 3  | 0 | 0 | 19 | 1  | +18 | 6 |
| Argentína (ARG)     | 3 | 1  | 1 | 1 | 5  | 12 | –7  | 3 |
| Ausztria (AUT)      | 3 | 0  | 2 | 1 | 2  | 10 | –8  | 2 |
| Spanyolország (ESP) | 3 | 0  | 1 | 2 | 3  | 6  | –3  | 1 |

| 1948. július 31. | India (IND) | 8 – 0 | Ausztria (AUT) |  |
| 1948. július 31. |             |       |                |  |

| 1948. augusztus 2. | Spanyolország (ESP) | 2 – 3 | Argentína (ARG) |  |
| 1948. augusztus 2. |                     |       |                 |  |

| 1948. augusztus 4. | India (IND) | 9 – 1 | Argentína (ARG) |  |
| 1948. augusztus 4. |             |       |                 |  |

| 1948. augusztus 4. | Ausztria (AUT) | 1 – 1 | Spanyolország (ESP) |  |
| 1948. augusztus 4. |                |       |                     |  |

| 1948. augusztus 6. | Ausztria (AUT) | 1 – 1 | Argentína (ARG) |  |
| 1948. augusztus 6. |                |       |                 |  |

| 1948. augusztus 6. | India (IND) | 2 – 0 | Spanyolország (ESP) |  |
| 1948. augusztus 6. |             |       |                     |  |

### B csoport
| Csapat                 | M | Gy | D | V | G+ | G– | Gk  | P |
| ---------------------- | - | -- | - | - | -- | -- | --- | - |
| Nagy-Britannia (GBR)   | 3 | 2  | 1 | 0 | 19 | 0  | +19 | 5 |
| Svájc (SUI)            | 3 | 1  | 2 | 0 | 4  | 2  | +2  | 4 |
| Afganisztán (AFG)      | 3 | 1  | 1 | 1 | 3  | 9  | –6  | 3 |
| Egyesült Államok (USA) | 3 | 0  | 0 | 3 | 1  | 16 | –15 | 0 |

| 1948. július 31. | Nagy-Britannia (GBR) | 0 – 0 | Svájc (SUI) |  |
| 1948. július 31. |                      |       |             |  |

| 1948. augusztus 3. | Afganisztán (AFG) | 2 – 0 | Egyesült Államok (USA) |  |
| 1948. augusztus 3. |                   |       |                        |  |

| 1948. augusztus 5. | Afganisztán (AFG) | 1 – 1 | Svájc (SUI) |  |
| 1948. augusztus 5. |                   |       |             |  |

| 1948. augusztus 5. | Nagy-Britannia (GBR) | 11 – 0 | Egyesült Államok (USA) |  |
| 1948. augusztus 5. |                      |        |                        |  |

| 1948. augusztus 7. | Nagy-Britannia (GBR) | 8 – 0 | Afganisztán (AFG) |  |
| 1948. augusztus 7. |                      |       |                   |  |

| 1948. augusztus 7. | Svájc (SUI) | 3 – 1 | Egyesült Államok (USA) |  |
| 1948. augusztus 7. |             |       |                        |  |

### C csoport
| Csapat              | M | Gy | D | V | G+ | G– | Gk  | P |
| ------------------- | - | -- | - | - | -- | -- | --- | - |
| Pakisztán (PAK)     | 4 | 4  | 0 | 0 | 20 | 3  | +17 | 8 |
| Hollandia (NED)     | 4 | 3  | 0 | 1 | 11 | 8  | +3  | 6 |
| Belgium (BEL)       | 4 | 2  | 0 | 2 | 6  | 8  | –2  | 4 |
| Franciaország (FRA) | 4 | 0  | 1 | 3 | 4  | 9  | –5  | 1 |
| Dánia (DEN)         | 4 | 0  | 1 | 3 | 4  | 17 | –13 | 1 |

| 1948. július 31. | Hollandia (NED) | 4 – 1 | Belgium (BEL) |  |
| 1948. július 31. |                 |       |               |  |

| 1948. július 31. | Dánia (DEN) | 2 – 2 | Franciaország (FRA) |  |
| 1948. július 31. |             |       |                     |  |

| 1948. augusztus 2. | Hollandia (NED) | 4 – 1 | Dánia (DEN) |  |
| 1948. augusztus 2. |                 |       |             |  |

| 1948. augusztus 2. | Pakisztán (PAK) | 2 – 1 | Belgium (BEL) |  |
| 1948. augusztus 2. |                 |       |               |  |

| 1948. augusztus 3. | Hollandia (NED) | 2 – 0 | Franciaország (FRA) |  |
| 1948. augusztus 3. |                 |       |                     |  |

| 1948. augusztus 3. | Pakisztán (PAK) | 9 – 0 | Dánia (DEN) |  |
| 1948. augusztus 3. |                 |       |             |  |

| 1948. augusztus 5. | Pakisztán (PAK) | 3 – 1 | Franciaország (FRA) |  |
| 1948. augusztus 5. |                 |       |                     |  |

| 1948. augusztus 5. | Belgium (BEL) | 2 – 1 | Dánia (DEN) |  |
| 1948. augusztus 5. |               |       |             |  |

| 1948. augusztus 7. | Hollandia (NED) | 1 – 6 | Pakisztán (PAK) |  |
| 1948. augusztus 7. |                 |       |                 |  |

| 1948. augusztus 7. | Franciaország (FRA) | 1 – 2 | Belgium (BEL) |  |
| 1948. augusztus 7. |                     |       |               |  |

## Elődöntők
| 1948. augusztus 9. | Nagy-Britannia (GBR) | 2 – 0 | Pakisztán (PAK) |  |
| 1948. augusztus 9. |                      |       |                 |  |

| 1948. augusztus 9. | India (IND) | 2 – 1 | Hollandia (NED) |  |
| 1948. augusztus 9. |             |       |                 |  |

### A 3. helyért
| 1948. augusztus 12. | Hollandia (NED) | 1 – 1 | Pakisztán (PAK) |  |
| 1948. augusztus 12. |                 |       |                 |  |

Megismételt mérkőzés
| 1948. augusztus 13. | Hollandia (NED) | 4 – 1 | Pakisztán (PAK) |  |
| 1948. augusztus 13. |                 |       |                 |  |

### Döntő
| 1948. augusztus 12. | India (IND) | 4 – 0 | Nagy-Britannia (GBR) |  |
| 1948. augusztus 12. |             |       |                      |  |

| Az 1948. évi nyári olimpiai játékok férfi gyeplabdatornájának olimpiai bajnoka |
| · INDIA · 4. cím                                                               |
| ------------------------------------------------------------------------------ |

## Végeredmény
| Helyezés | Csapat                 | M | Gy | D | V | G+ | G– | Gk  | P  |
| -------- | ---------------------- | - | -- | - | - | -- | -- | --- | -- |
| Arany    | India (IND)            | 5 | 5  | 0 | 0 | 25 | 2  | +23 | 10 |
| Ezüst    | Nagy-Britannia (GBR)   | 5 | 3  | 1 | 1 | 21 | 4  | +17 | 7  |
| Bronz    | Hollandia (NED)        | 7 | 4  | 1 | 2 | 17 | 12 | +5  | 9  |
| 4.       | Pakisztán (PAK)        | 7 | 4  | 1 | 2 | 15 | 11 | +4  | 9  |
|          |                        |   |    |   |   |    |    |     |    |
| 5.       | Svájc (SUI)            | 3 | 1  | 2 | 0 | 4  | 2  | +2  | 4  |
| 6.       | Belgium (BEL)          | 4 | 2  | 0 | 2 | 6  | 8  | –2  | 4  |
| 7.       | Afganisztán (AFG)      | 3 | 1  | 1 | 1 | 3  | 9  | –6  | 3  |
| 8.       | Argentína (ARG)        | 3 | 1  | 1 | 1 | 5  | 12 | –7  | 3  |
| 9.       | Ausztria (AUT)         | 3 | 0  | 2 | 1 | 2  | 10 | –8  | 2  |
| 10.      | Spanyolország (ESP)    | 3 | 0  | 1 | 2 | 3  | 6  | –3  | 1  |
| 11.      | Dánia (DEN)            | 4 | 0  | 1 | 3 | 5  | 10 | –5  | 1  |
| 12.      | Franciaország (FRA)    | 4 | 0  | 1 | 3 | 4  | 9  | –5  | 1  |
| 13.      | Egyesült Államok (USA) | 3 | 0  | 0 | 3 | 1  | 16 | –15 | 0  |